# Micam
MICAM Milano è un evento internazionale promosso dall’associazione di categoria dei produttori italiani di calzature Assocalzaturifici. È la più importante fiera al mondo, punto di incontro mondiale per gli operatori del settore calzaturiero.
La manifestazione si svolge a Milano due volte all’anno, a febbraio e a settembre, presso il quartiere fieristico di fieramilano (Rho) presentando rispettivamente le collezioni autunno/inverno e primavera/estate dell’anno successivo.

## Storia
MICAM nasce nel 1931 nell’ambito della “Settimana Vigevanese”, al tempo fiera merceologica generica nel quale la categoria delle calzature era già predominante.
Già nel giugno 1938 la “Settimana Vigevanese” diventa “Mostra mercato nazionale” ed inaugura la sua nuova sede presso l’appena completato Palazzo delle Esposizioni di Vigevano. La Mostra prosegue con successo fino al 1939, quando si interrompe per una lunga pausa dovuta alla Seconda Guerra Mondiale.

### La Mostra Mercato Internazionale
La fiera riapre dal 2 al 12 ottobre 1948 e prosegue con grande successo divenendo, nel 1950, “Mostra mercato internazionale”.
Nel 1948, contemporaneamente alla riapertura della mostra a Vigevano, nasce a Bologna la manifestazione “Modacalzatura” presso il Salone del Podestà del Palazzo Re Enzo, come presentazione nazionale della moda della calzatura, cui partecipano 50 espositori.
Dal 1952, alla XV edizione, la “Mostra mercato internazionale” si configura come manifestazione fieristica di sole calzature ed affini, proseguendo con successo di edizione in edizione e prevedendo nel 1957 un ampliamento della sede a Vigevano.
Nel 1966 “Modacalzatura” raggiunge la soglia di 400 espositori, sarà proprio l’esigenza di maggiore superficie espositiva a determinare il trasferimento dell’evento nel quartiere fieristico di Bologna. Oltre ai calzaturieri vengono ammessi anche produttori di macchinari, accessori, pelletteria e modellistica che fino ad allora esponevano in altre manifestazioni. Pertanto l’originale denominazione viene mutata in “Presentazione nazionale della Moda e della Calzatura, Salone del Cuoio, Macchinari, Pelletteria, Accessori e Modellisti”.

### MICAM e Modacalzatura
Nel 1968 un gruppo di imprenditori lombardi decide, per ragioni strategiche legate allo sviluppo delle attività del settore, di avviare a Milano l’iniziativa “Mostra mercato internazionale” con la denominazione “MICAM” il cui significato all’origine fu “Mostra Internazionale Calzature Concerie Affini e Macchinari”.
Nel 1969, “Modacalzatura” diviene internazionale, è la sua XIII edizione. Risale allo stesso anno, il 1969, la prima edizione di “MICAM” quale società privata; tale assetto durerà per 5 edizioni, fino al 1973.
Nel 1974 l’iniziativa “MICAM” di Milano viene assorbita da ANCI durante la presidenza dell’uscente Elio Camagna, proseguendo poi con il quadriennio presidenziale di Ottorino Bossi.
Dal 1974 al 1982 MICAM si svolge 1 volta all’anno per un totale di 9 edizioni presso il quartiere fiera di Milano.
Nel 1980, l’Associazione rileva anche il “Modacalzatura” di Bologna.
Dal 1983 al 1986 ANCI, attraverso la propria società di servizi, inizia ad organizzare anche l’edizione della manifestazione “Modacalzatura” (che rimane però di titolarità di Bologna Fiere) del mese di marzo, per la presentazione del campionario autunno/inverno.
In quegli anni la manifestazione viene denominata  “MICAM-MODACALZATURA” alternando le edizioni nelle due città di Bologna e Milano.
Dal 1987 al marzo 1990 “MICAM – MODACALZATURA” si svolge sempre a Bologna nelle due edizioni. Dal 1990 al 2000 “MICAM – MODACALZATURA” si svolge alternata nelle sedi di Bologna e Milano. L’ultima edizione a Bologna è stata quella del marzo 2000.

## MICAM nel nuovo millennio
Nell 2001 ANCI assume la titolarità di “Modacalzatura” e la fiera viene denominata “MICAM – SHOEVENT”.  Entrambe le edizioni si svolgono a Milano. La decisione del ritorno a Milano viene presa per dare maggiore internazionalità alla fiera, che si tiene così in una delle capitali mondiali della moda.
Nel marzo 2013 il nome viene modificato da “MICAM – SHOEVENT” a theMICAM.
Nel 2013 la manifestazione modifica inoltre il proprio format: se in un primo tempo aveva un obiettivo solo di ordine commerciale, legato all’acquisto di prodotti finiti, da quel momento si pone anche come strumento informativo, luogo in cui è possibile scambiarsi le idee e dove si alternano costantemente nuove proposte tra gli operatori del settore calzaturiero.
Dal 2017, grazie al nuovo layout dei padiglioni, si iniziano ad allestire ampi spazi aperti per eventi e servizi per i visitatori. Ci sono aree dedicate alla campagna pubblicitaria e all'intrattenimento. La fiera punta sempre più alla sua internazionalizzazione e digitalizzazione, lanciando il concetto di marketplace ed exhibit-experience.
Dal 2018 la fiera attua un nuovo processo di rebranding e theMICAM prende il nome di MICAM Milano.

## I Numeri
Questi i numeri di ogni edizione di MICAM:
- Oltre 900 marche espositrici, di cui la metà internazionali.
- Oltre 40.000 visite certificate, di cui la metà provenienti dall'estero.

## Settori Merceologici
Oltre 1000 collezioni di calzature vengono raggruppate in tre macro categorie:
- Premium: un'offerta poliedrica di marchi id fascia alta che spazia dall'evoluzione del classico, nelle sue versioni più innovative e contemporanee, all'attenzione alle                        tendenze del momento per guardare oltre il formale.
- Contemporary: un viaggio attraverso gli stili del contemporary footwear che racconta l'evoluzione della moda e del gusto. Una sezione dove poter trovare spunti creativi e prodotti in linea con uno stile di vita dinamico.
- Everyday: Moda&Comfort si fondono in un alchemico binomio nelle calzature dedicate alla quotidianità, dalle occasioni di lavoro al tempo libero. Viaggi e attività all'aria aperta richiedono modelli confortevoli ma che strizzano l'occhio ai canoni estetici attuali.

A MICAM è anche possibile trovare una sezione denominata accessories for shops dedicata agli accessori per i negozi. Il negozio fisico continua a ricoprire un ruolo dominante nel mondo  del retail. Per renderlo più appealing deve essere valorizzato con nuove soluzioni e spunti concreti che si trovano in questa sezione.